# 黄忠
黄 忠（こう ちゅう、拼音: Huáng Zhōng）は、中国後漢末期から三国時代の蜀漢にかけての将軍。字は漢升（かんしょう）。荊州南陽郡の人。子は黄叙。劉備に仕え、益州や漢中の攻略等で活躍した。

## 生涯

### 劉備軍の勇将
劉表に仕え、中郎将に任じられた。また、劉表の従子である劉磐と共に、長沙郡の攸県の守備の任についていた。しかし劉表が亡くなり、曹操が荊州を降伏させた後は、曹操より仮の裨将軍に任じられ、職務はそのままで長沙太守であった韓玄の配下についた。
赤壁の戦いの後に、劉備が荊州南四郡を平定すると、黄忠は劉備に帰順して仕えた。その後は劉備に従い益州に入り、劉備軍の一将として劉璋を攻撃し、常に先駆けて敵の陣地を攻め落とすなど、その勇猛さは軍の中でも鳴り響いた（劉備の入蜀）。益州平定後、討虜将軍に任命された。
建安24年（219年）春、劉備が漢中攻めを行なうと、曹操配下で関中方面の総司令官であった夏侯淵と、定軍山において対峙し戦った。曹操配下として、勇猛果敢であると名を知られていた夏侯淵であったが、法正の指示を受けた黄忠は率先して、軍を率いて背後から夏侯淵に襲いかかり、夏侯淵や曹操が任命した益州刺史の趙顒を討ち取って大勝利を収めた（定軍山の戦い）。これを受け、劉備は漢中を平定し漢中王となった。この功績で黄忠は征西将軍に昇進した。

### 後将軍
同年秋、劉備が漢中王になると黄忠を後将軍に任命しようとしたが、諸葛亮は「張飛殿・馬超殿らは彼の活躍を見ているので文句は言わないでしょうが、（荊州に残った）関羽将軍はそのことを知らないので、納得しないでしょう」と進言した。だが劉備は、関羽の説得は自分がすると言って、黄忠を後将軍に任命し、関内侯の爵位を与えた。後日、やはり諸葛亮の不安が的中し、関羽は黄忠を「老兵」と侮って同列の前将軍になることを拒否したが、費詩の説得で前将軍に就任した。
翌建安25年（220年）7月に亡くなった。子が早世していたため、彼の家は断絶した。景耀3年（260年）に剛侯の諡を送られた。
なお、同じ巻に纏められた関羽・張飛・馬超・趙雲ら四人と比べても黄忠伝は記述が少なく、裴松之による注釈も無い。他に彼の人柄を表す資料として、『三国志』蜀書の末尾に記載されている『季漢輔臣賛』の9番目に名前があり、「義に厚い壮士」であったとされている。
陳寿は、趙雲と共に彊摯・壮猛であり、揃って軍の爪牙となったとし、灌嬰、夏侯嬰に比している。

## 三国志演義での活躍

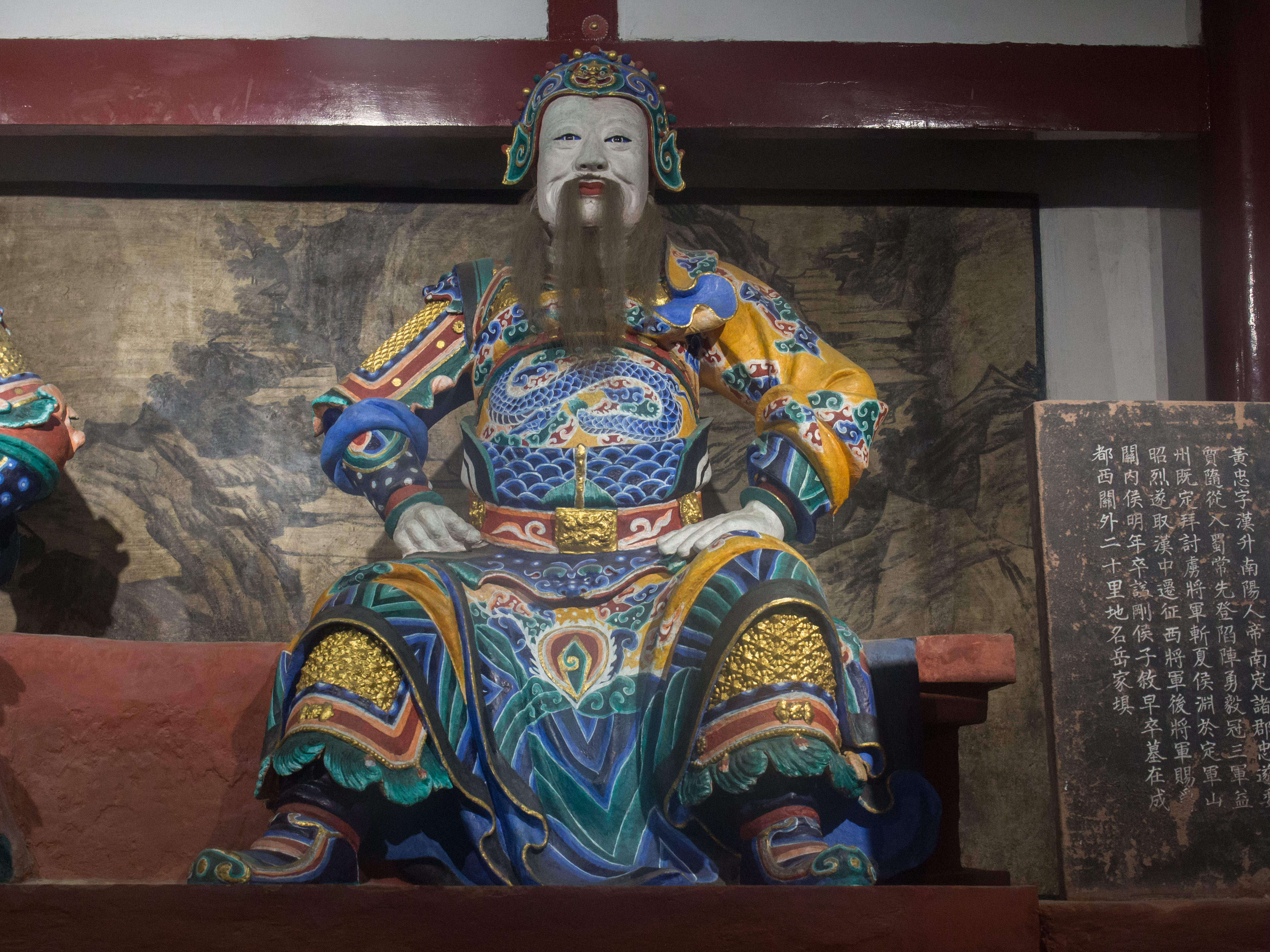
成都武侯祠の黄忠像

小説『三国志演義』では、60歳を過ぎた老将でありながら、弓の名手としてその腕前を披露する姿が描かれ、敵将を一騎討ちで討ち取る場面も多い。老いるともなお勇猛果敢な活躍を見せている。五虎大将軍の一人と位置付けられている。
関羽率いる劉備軍が長沙に攻め寄せると、韓玄配下としてこれに応戦する。その際、関羽との一騎討ちで互角に戦うが、馬が躓き危うく討ち取られそうになる。関羽は黄忠の武勇を認め「貴殿のお命しばし預けた。早く馬を換えて戦いに戻られよ」と言い、これを見逃している。これに恩義を感じた黄忠は再戦時に、関羽の兜の緒に矢を命中させる事で、関羽の命を奪うことなく撤退させるが、韓玄に敵軍に内応しているのではと疑われ、捕縛され処刑されそうになる。しかし、魏延の反乱で韓玄が死亡すると、劉備に仕えることになる。
漢中攻略時には、同じく老将である設定の厳顔とコンビを組み、張郃・夏侯尚らを破り、自分を兄の仇と狙う韓玄の弟である設定の韓浩を討ち取っている。その後は定軍山で夏侯淵を討ち取り、漢中平定後に五虎大将軍の一人とされるのである。関羽が黄忠を老将と侮り、同列扱いされるのを嫌うのは史実通りである。
また史実では220年に亡くなっているが、『演義』では夷陵の戦いにも参加している。その最中、劉備が関興・張苞といった若者を称え、老兵を軽んじる発言をしたため、部下十数名で呉の潘璋の陣へと斬り込んでいる。しかし最後は馬忠の矢にあたり、それが元で死亡してしまう。
現在の中国では、老いて益々盛んな人を、演義の中で描写された黄忠のイメージから指して「老黄忠」と呼ぶ様になっている。